# 코피 올로미데
코피 올로미데(프랑스어: Koffi Olomidé, 1956년 7월 13일 ~ )는 콩고 민주 공화국의 스쿠스 가수, 댄서, 프로듀서, 작곡가이다. 그는 선수 생활 동안 여러 개의 금메달 기록을 가지고 있다. 그는 펠리 이푸파와 페레 골라를 포함한 많은 유명한 아티스트들과 함께 쿼티어 라틴 인터내셔널 오케스트라의 창시자이다.

## 생애
올로미데는 1956년 7월 13일 콩고 민주 공화국 키상가니에서 태어났다. 그의 어머니는 그가 금요일에 태어났기 때문에 그를 코피라고 이름 지었다. 그는 아무런 음악적 배경도 없이 중산층 가정에서 자랐다. 올로미데는 젊은 시절 이웃이 기타를 가르쳐줄 때까지 가사와 리듬을 바꿔 대중가요를 즉흥적으로 불렀다.

## 교육
종종 동료 학생들과 그의 선생님들에 의해 "매우 영리한 학생"으로 묘사된 올로미데는 프랑스 보르도에서 경영경제학 학사 학위를 취득하기 위해 장학금을 받았다. 그는 또한 파리 대학교에서 수학 석사 학위를 가지고 있다고 보도되었다.

## 음악 경력
1970년대에 콩고로 돌아온 코피는 파파 윔바의 밴드인 비바 라 뮤지카에 가입했다. 1986년, 그는 쿼티어 라틴 인터내셔널로 알려진 그의 밴드를 결성했고, 2006년에 20주년을 기념했다. 그 이후로, 그는 그 그룹과 함께 그리고 혼자서 공연하고 녹음했다. 몇 년 동안, 그는 국제적으로, 특히 아프리카와 유럽에서 충실한 팬 층을 쌓았다. 코피는 더 느린 스타일의 스쿠스를 대중화했고, 그는 그것을 차쵸라고 불렀다. 그의 음악은 일부 보수적인 사회에서 금기시되는 사건들과 주제들을 다루면서 꽤 논란이 될 수 있다. 그는 또한 살사 음악 프로젝트 아프리칸도에도 참여했다. 2001년 발표된 그의 노력인 에프라카타로 인해, 코피는 2002년과 2003년에 남아프리카 공화국에서 열린 연례 코라 어워드에서 1998년에 수상한 최고 아프리카 아티스트 상을 포함하여 하룻밤에 4개의 상을 받았다. 최근에는 코라 어워드에서 "10년 중 최고의 아프리카 아티스트"를 수상했다. 이것은 그의 많은 별칭 중 하나인 '콰드라 코라 맨'을 확립시켰다.

## 음반 목록
- Ngounda (1983, Tchika)
- Lady Bo (1984, Goal Productions)
- Celya-Ba (1985, Struggling-Man Productions)
- Ngobila (1986, Afro Rythmes)
- Diva (1986, Espera)
- Dieu Voit Tout (1987, self-released)
- Rue D'Amour (1987, O'Neill)
- Henriquet (1988, Kaluila)
- Elle Et Moi (1989, Kaluila)
- Les Prisionniers Dorment... (1990, Sonodisc)
- Haut De Gamme ''Tcha-Tcho, Echelon Ngomba'': Koweït, Rive Gauche (1992, Tamaris)
- Pas De Faux Pas (1992, Quartier Latin album, Tamaris; Sonodisc)
- Noblesse Oblige (1993, Sonodisc)
- Magie (1994, Quartier Latin album, Sonodisc)
- V12 (1995, Sonodisc)
- Ultimatum (1997, Quartier Latin, Sonodisc)
- Loi (1997, Sonodisc)
- Droit De Véto (1998, Quartier Latin album, Sonodisc)
- Attentat (1999, Sonodisc)
- Force De Frappe (2000, Quartier Latin album, Sonodisc)
- Effrakata (2001, Sonodisc)
- Affaire D'État (2003, Quartier Latin album, Sonodisc)
- Monde Arabe (2004, Sonima)
- Danger De Mort (2006, Quartier Latin album, Sonima)
- Koffi (also called L'album sans nom or Bord Ezanga Kombo) (2008, Diego Music)
- Abracadabra (2012, Rue Stendhal)
- Bana Zebola (2015, Koffi Central)
- 13ième Apôtre (2015, Koffi Central)
- Nyataquance (2017, Koffi Central)
- Papa Ngwasuma (2019)

- Légende Ed. Diamond (2022, Koffi Central)
- Platinium, Vol. 2 (2024, Koffi Central)